# Lăng mộ Askia
Lăng mộ Askia là một lăng mộ nằm ở Gao, Mali. Đây là một cấu trúc hình chóp được xây dựng vào năm 1495 được cho là nơi chôn cất Askia Mohammad I, một trong những vị hoàng đế vĩ đại nhất của Đế quốc Songhai. Lăng mộ đã được UNESCO công nhận là Di sản thế giới như là một ví dụ điển hình về truyền thống xây dựng bùn khổng lồ của Sahel Tây Phi.
Quần thể này bao gồm một lăng mộ hình chóp, hai nhà thờ Hồi giáo, nghĩa trang và khu vực đất đai kết nối. Với chiều cao 17 mét, đây là di tích kiến trúc tiền thực dân lớn nhất trong khu vực. Đó là ví dụ đầu tiên về phong cách kiến trúc Hồi giáo sau đó lan rộng khắp khu vực.
Sửa đổi tương đối gần đây cho địa điểm đã bao gồm việc mở rộng các nhà thờ Hồi giáo trong những năm 1960 và giữa những năm 1970, và việc xây dựng một bức tường vào năm 1999 bao xung quanh. Nó cũng đã được thường xuyên thay thế trong suốt lịch sử, một quá trình thiết yếu để bảo trì và sửa chữa các cấu trúc bằng bùn. Điện đã được thêm vào đầu những năm 2000, cho phép chạy quạt trần, đèn chiếu sáng và loa phóng thanh được gắn trên đỉnh chóp. Askia được sử dụng thường xuyên như một nhà thờ Hồi giáo và một trung tâm văn hóa thuộc sở hữu công cộng của Gao. Quần thể này và một vùng đệm xung quanh nó được bảo vệ bởi cả luật pháp quốc gia và địa phương.

## Lịch sử
Trong suốt triều đại, Gao cùng với Timbuktu trở hai trung tâm văn hóa, tôn giáo lớn nhất của khu vực Tây Phi, gắn chặt chẽ với các khu vực lân cận như Bắc Phi, Trung Đông, châu Âu. Thế kỷ 16 đánh dấu sự suy tàn của đế chế do xung đột nội bộ và cùng với đó con đường thương mại qua sa mạc đã không còn phát triển, thay vào đó là những tuyến đường biển qua Tây Phi. Giữa thế kỷ 19, Gao trở thành một ngôi làng với vài trăm hộ dân và một khu di tích, đó là lăng mộ của Askia. Lăng mộ là bằng chứng về sức mạnh và sự giàu có của đế chế Songha thế kỷ 15, 16 nhờ hoạt động kiểm soát thương mại vùng sa mạc Sahara, nhất là về muối và vàng.

## Kiến trúc
Công trình được xây dựng với nguyên liệu là bùn thạch cao, nguyên liệu truyền thống được các dân tộc Tây Phi sử dụng trong phong cách kiến trúc Sudano Sahel. Quần thể bao gồm ngôi mộ hình kim tự tháp, hai nhà thờ và một khu nghĩa trang Hồi giáo được xây dựng khi Gao trở thành thủ đô của Songhai và Askia Mohammad I trở về từ thánh địa Mecca đã chọn Hồi giáo là tôn giáo chính thức.
Ngôi mộ hình kim tự tháp nằm ở trung tâm khu quần thể lăng mộ, các mặt bên là các giàn giáo bằng gỗ còn sót lại và các dòng chữ điêu khắc. Phía Đông của lăng mộ có một cầu thang quanh co dẫn đến đỉnh của kim tự tháp. Hai nhà thờ Hồi giáo có kiến trúc mái bằng nằm ở phía Đông của ngôi mộ với một sảnh cầu nguyện lớn dành cho nam giới. Mái nhà và các cột gỗ được trát bùn. Khu nghĩa trang được sử dụng chôn cất cho đến tận năm 1980 với những ngôi mộ và những phiến đá trắng hình vuông rất đẹp.
Lăng mộ đã trở thành khu di tích quan trọng nhất và được bảo tồn tốn nhất của đế chế Songha. Công trình đã trở thành ví dụ nổi bật của phong cách Sudano Sahel. Năm 1999, chính phủ đã xây dựng một bức tường nhằm bảo về khu di tích cuối cùng này. Đến năm 2003, lăng mộ được Mali đưa vào danh sách di sản quốc gia và năm sau, UNESCO công nhận lăng mộ Askia là di sản thế giới.
Khí hậu khắc nghiệt của mùa đông cùng với những cơn mưa hiếm hoi đã làm hư hại lăng mộ khiến nó đã bị đưa vào danh sách di sản thế giới bị đe dọa vào năm 2012.